# Casez (Trentino)
Casez (Nones: Cadièz) ist eine Fraktion der italienischen Gemeinde (comune) Sanzeno in der Provinz Trient, Region Trentino-Südtirol.

## Etymologie
Der Ort wurde erstmals im 12. Jahrhundert im Zusammenhang mit einem aus Cageze stammenden Vito genannt. 1225 taucht in Dokumenten der Name Caceco auf. Nach Giulia Mastrelli Anzilotti ist der Name eine Umwandlung von gaggio, das sich wiederum aus dem langobardischen gahagi ableitet, was in etwa Schutzwald bedeutet.  Im benachbarten deutschsprachigen Deutschnonsberg wird der Ort mit dem Exonym Cadötz bezeichnet.

## Geographie
Casez liegt in Luftlinie etwa 34 km nordnordwestlich von Trient auf der orographisch linken Seite des Nonstals. Aldo Gorfer bezeichnete das Dorf wegen seiner geographischen Lage und seiner Dorfstruktur als eines der interessantesten im Nonstal. Es befindet sich auf einem Plateau auf einer Höhe von 693 m s.l.m. oberhalb der Santa-Giustina-Talsperre, das in östlicher Richtung von der Schlucht des Rio Sies, einem linken Nebenfluss des Noce, und den dahinter höher liegenden Hochebenen mit den Ortschaften Malgolo und Sanzeno abgegrenzt ist. In westlicher und nordwestlicher Richtung wird das Plateau von einer Geländestufe begrenzt.

## Geschichte
Die ältesten in Casez gefundenen menschlichen Spuren, einige Bronzefibeln, wurden der Latènezeit etwa 300 v. Chr. zugeordnet. Umstritten ist, ob zur Römerzeit eine Straße durch oder an Casez vorbeiführte. Einige Stelen mit lateinischen Inschriften weisen auf eine Besiedlung in der Römerzeit hin.
Im Hochstift Trient verfügte die Vicinia von Casez mit den Carte di regola über ein eigenes vom Fürstbischof von Trient mehrmals bestätigtes Statut, mit dem das gemeinschaftliche Leben und unter anderem die Nutzung von Wald- und Wiesenflächen, Straßen und Wegen sowie Wasser geregelt wurde. 1210 ist im Codex Wangianus erstmals die Pieve von Sanzeno erwähnt, zu der auch Casez gehörte.
Zwischen dem 15. und 16. Jahrhundert wurde auch Casez von den Unruhen berührt, die das Nonstal heimsuchten. 1407 erhoben sich die Bauern des Tals unter der Führung von Rodolfo Belenzani erstmals gegen die von bischöflichen Verwaltern und Vertretern eingeforderte Abgabenlast. Der Aufstand wurde, wie die Bauernaufstände von 1477 und 1525, unterdrückt. Von den Unruhen profitierte einige Familien, die für ihre Unterstützung des Bischofs mit bischöflichen Lehen betraut wurden. Insbesondere Fürstbischof Bernhard von Cles erhob nach dem Ende des Bauernkrieges zwischen 1527 und 1531 gleich mehrere Familien aus Casez zu bischöflichen Ministerialen, darunter die Bertoldi, Bonadiman, Mani, Manicor und Ziller. Den Concini und Manicor gelang es später noch in den Reichsadelsstand aufzusteigen.
Im napoleonischen Königreich Italien wurden zwischen 1810 und 1813 die Gemeinden Banco und Sanzeno nach Casez eingemeindet. Unter den Habsburgern wurde der vorherige Zustand wieder hergestellt. In der Gefürsteten Grafschaft Tirol gehörte Casez dem Gerichtsbezirk Cles und ab 1868 dem Bezirk Cles an. Um die Mitte des 19. Jahrhunderts zählte der Ort fast 350 Einwohner. Eine Reihe von Missernten durch verschiedene Krankheiten löste zu Ende des 19. Jahrhunderts eine Auswanderungswelle aus. Etwa ein Drittel der Einwohner emigrierte nach Nordamerika. 1909 erhielt Casez mit der Eröffnung der Lokalbahn Dermulo–Mendel einen Bahnanschluss. Der Bahnbetrieb wurde 1934 wieder eingestellt.
Nach dem Ende des Ersten Weltkrieges und dem Anschluss an das Königreich Italien blieb die österreichische Gemeindeordnung zunächst bestehen und wurde erst 1923 durch die italienische Gemeindeordnung ersetzt. Im Zuge der faschistischen Gemeindereform wurde die Gemeinde Casez 1928 aufgelöst und mit den Gemeinden Banco, Dambel und Sanzeno zur Gemeinde Sanzeno zusammengeschlossen. Der Gemeindesitz lag in Casez. 1952 wurde der Zusammenschluss rückgängig gemacht. 1968 wurde die Gemeinde Casez erneut aufgelöst und nach Sanzeno eingemeindet.

## Wirtschaft
Der von der Landwirtschaft geprägte Ort ist von Apfelplantagen umgeben. Am nördlichen Ortsrand befindet sich der in den 1970er Jahren erbaute Sitz der Obstgenossenschaft, die zum Agrarkonsortium Melinda gehört. Noch in der Mitte des 19. Jahrhunderts war die Wirtschaft in Casez vor allem vom Weinbau und von Maulbeerbaumpflanzungen für die Seidenraupenzucht gekennzeichnet.

## Verkehr
Casez ist über die Provinzstraße SP 24 di Dambel mit der Staatsstraße SS 43dir  della Val di Non verbunden.

## Sehenswürdigkeiten
- Piazza del Ciastel; der zentral gelegene, weitläufige Dorfplatz ist von einigen Herrenhäuser des Nonbsberger Landadels, umgeben, die im Stile der Spätgotik und Frührenaissance errichtet wurden, darunter die mit Biforen und Renaissanceportalen geschmückten Häuser der Familien Bertoldi und Gerio. Das Haus der Familie Sarcletti am westlichen Ende des Platzes ist mit einer Sonnenuhr aus dem 18. Jahrhundert und mit einem von Carlo Bonacina 1934 geschaffenen Fresko geschmückt.[18]
- Castel Casez; im 15. Jahrhundert errichteter, mehrmals umgestalteter Edelsitz der Familie De Concini.
- Das ehemalige Rathaus mit einem Freskenzyklus aus dem 18. Jahrhundert, der die Heiligen Johannes Nepomuk, Franz von Assisi, Antonius von Padua und Romedius zeigt.[18]
- Die gotische Pfarrkirche Peter und Paul wurde erstmals 1264 urkundlich erwähnt. Sie wurde 1842 erweitert und in den 1930er Jahren von Carlo Bonacina mit Fresken ausgeschmückt.[19]

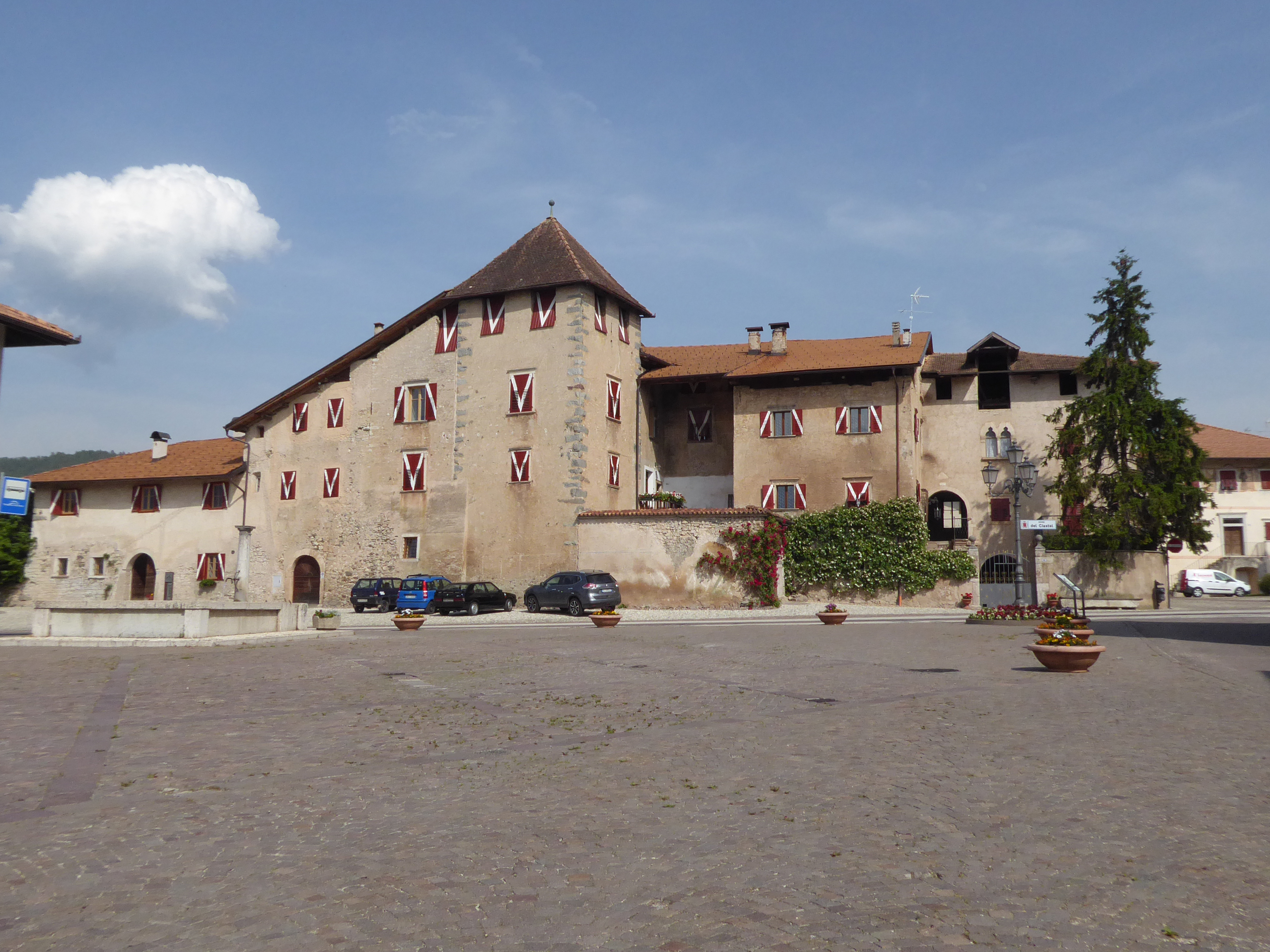
Castel Casez an der Piazza Ciastel
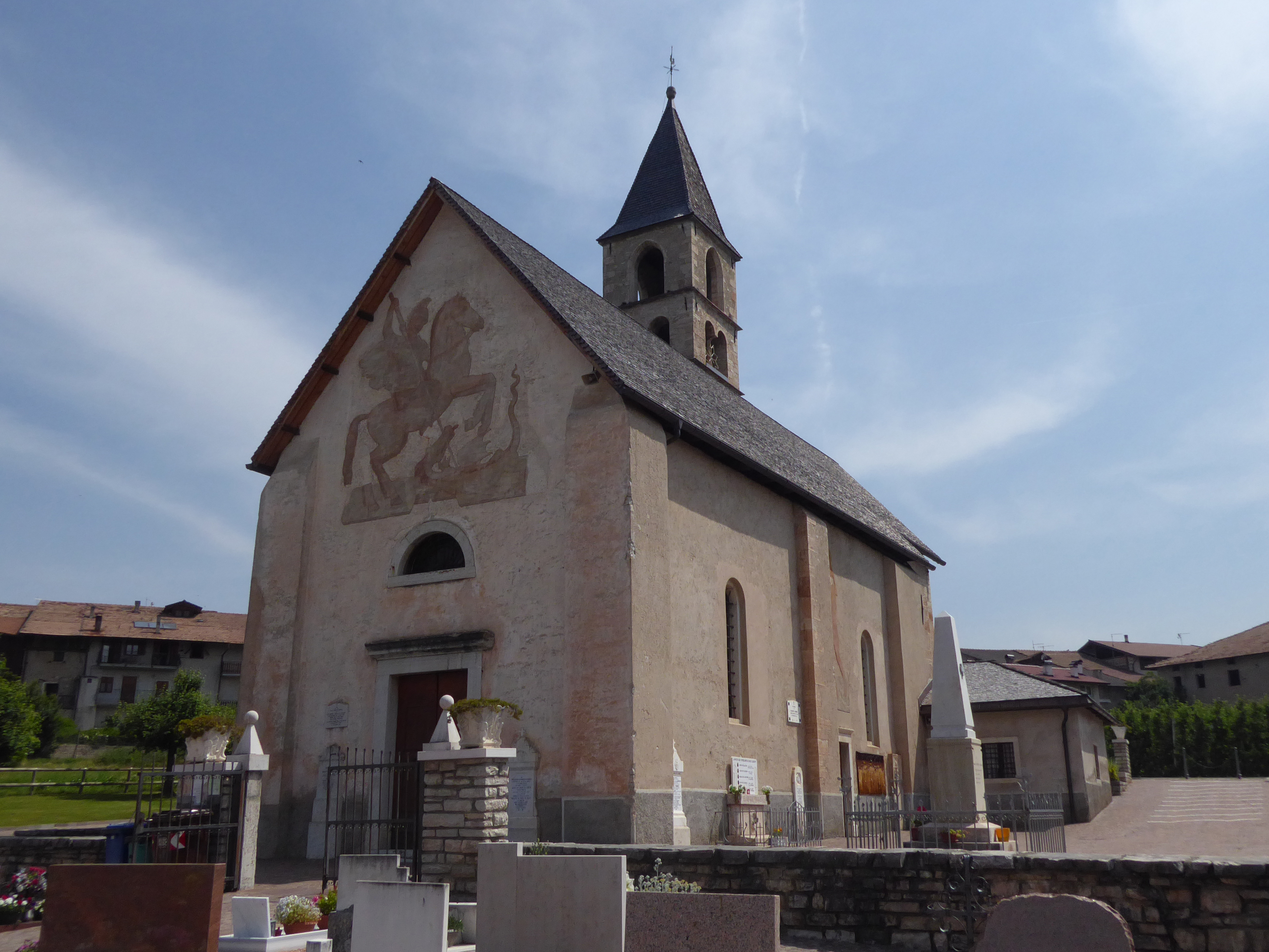
Pfarrkirche Santi Pietro e Paolo
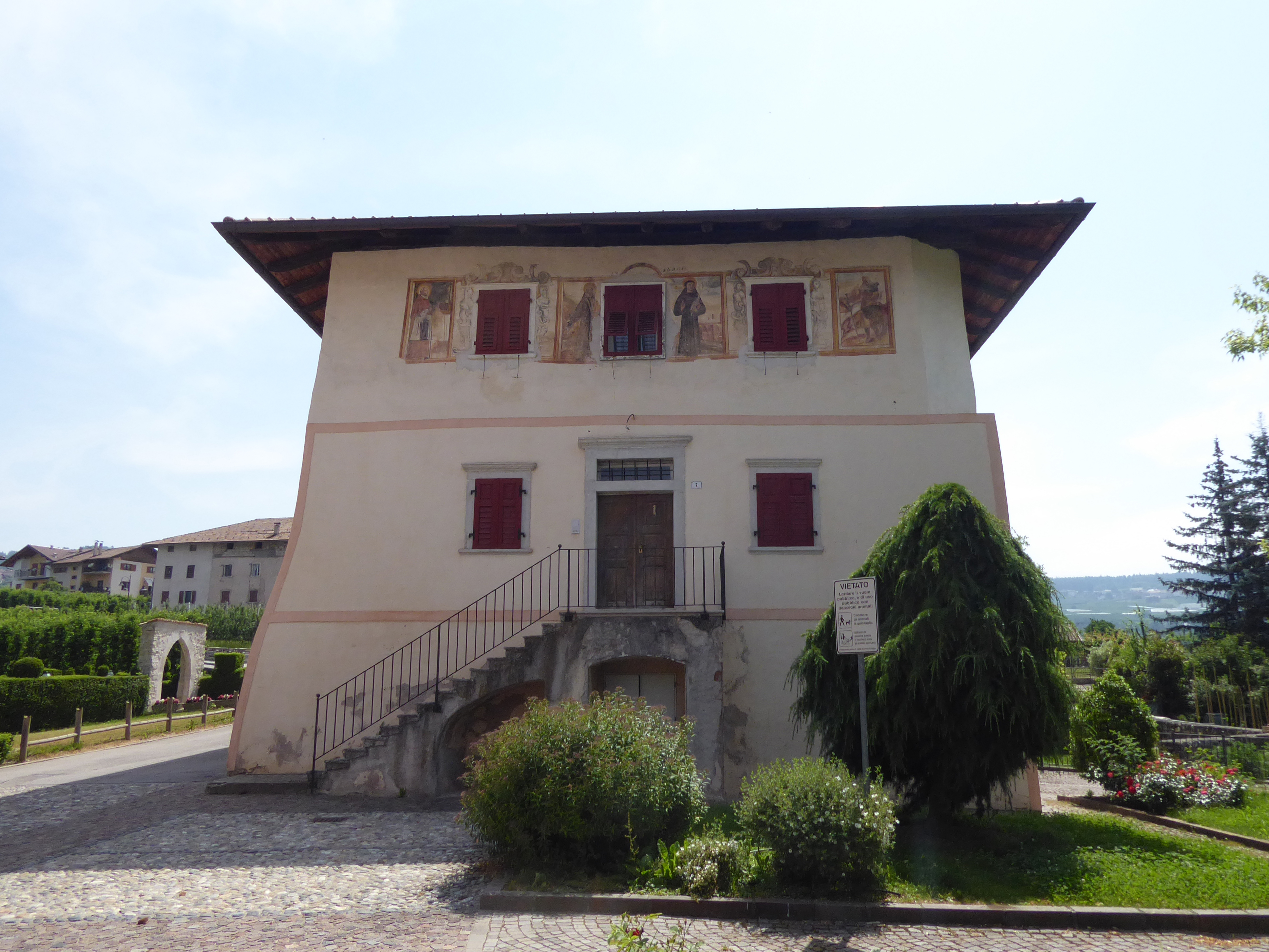
Ehemaliges Rathaus